# Lepidagathis angustifolia
Lepidagathis angustifolia är en akantusväxtart som beskrevs av C. B. Cl.. Lepidagathis angustifolia ingår i släktet Lepidagathis och familjen akantusväxter. Inga underarter finns listade i Catalogue of Life.